# Jernejka
Jernejka je žensko osebno ime.

## Izvor imena
Ime Jernejka je različica ženskega osebnega imena Jerneja oziroma moškega osebnega imena Jernej.

## Pogostost imena
Po podatkih Statističnega urada Republike Slovenije je bilo na dan 31. decembra 2007 v Sloveniji število ženskih oseb z imenom Jernejka: 37.

## Osebni praznik
Osebe z imenom Jernejka lahko godujejo takrat kot osebe z imenom Jerneja.